# Stazione di Itoigawa
La stazione di Itoigawa (糸魚川駅?, Itoigawa-eki) è la principale stazione ferroviaria della città di Itoigawa, nella prefettura di Niigata della regione del Kōshinetsu in Giappone. Qui termina la sezione gestita dalla JR West della linea Ōito, e passa la linea principale Hokuriku.
Dal 2015 la stazione ospiterà anche i servizi dell'Hokuriku Shinkansen attualmente in fase di ultimazione. I lavori sono in corso dal 2005.

## Linee e servizi
West Japan Railway Company
■ Linea principale Hokuriku
■ Linea Ōito

### Linee in costruzione
East Japan Railway Company
■ Hokuriku Shinkansen

## Struttura
La stazione di Itoigawa è dotata di un marciapiede laterale e uno a isola con tre binari passanti e uno tronco in direzione Toyama. Il fabbricato viaggiatori dispone di servizi igienici, chiosco, biglietteria presenziata e sala d'attesa. 
| 1 | ■ Linea principale Hokuriku | per Naoetsu, Echigo-Yuzawa e Niigata |
| 2 | ■ Linea principale Hokuriku | per Naoetsu, Echigo-Yuzawa e Niigata |
| 2 | ■ Linea principale Hokuriku | per Toyama e Kanazawa                |
| 2 | ■ Linea Ōito                | per Minami-Otari                     |
| 3 | ■ Linea principale Hokuriku | per Toyama e Kanazawa                |
| 4 | ■ Linea Ōito                | per Minami-Otari                     |

## Stazioni adiacenti
| «                              | Servizio                       | »                              |
| Hokuriku Shinkansen (dal 2015) | Hokuriku Shinkansen (dal 2015) | Hokuriku Shinkansen (dal 2015) |
| ------------------------------ | ------------------------------ | ------------------------------ |
| Jōetsumyōkō                    | Locale                         | Kurobe-Unazukionsen            |
| Linea principale Hokuriku      |                                |                                |
| Ōmi                            | Locale                         | Kajiyashiki                    |
| Linea Ōito                     |                                |                                |
| Himekawa                       | Locale                         | Capolinea                      |